# 아이카와촌 (시즈오카현)
아이카와촌(相川村)은 시즈오카현의 중부, 시다군에 속해있던 촌이다. 현재의 야이즈시의 남동부에 해당한다.

## 역사
- 1889년 4월 1일 - 정촌제 시행에 의해 시다군 아이카와촌이 성립하였다.
- 1955년 3월 31일 - 아사히나촌, 요시나카촌과 합병해, 오이카와정이 성립하여, 동일 아이카와촌은 폐지되었다.
- 2008년 11월 1일 - 오이카와정이 야이즈시에 편입되었다.

## 교통

### 철도
- 시즈오카 철도
  - 순엔선

### 도로
- 국도 제150호선

현재는 도메이 자동차도가 구촌 지역을 통과해 후지에다시와의 경계선에 오이가와 버스정류장이 있지만, 당시에는 미개통 상태였다.

## 참고 문헌
- 『가도카와 일본 지명 대사전 22 静岡県』。